# Eric Johansson (Maler)

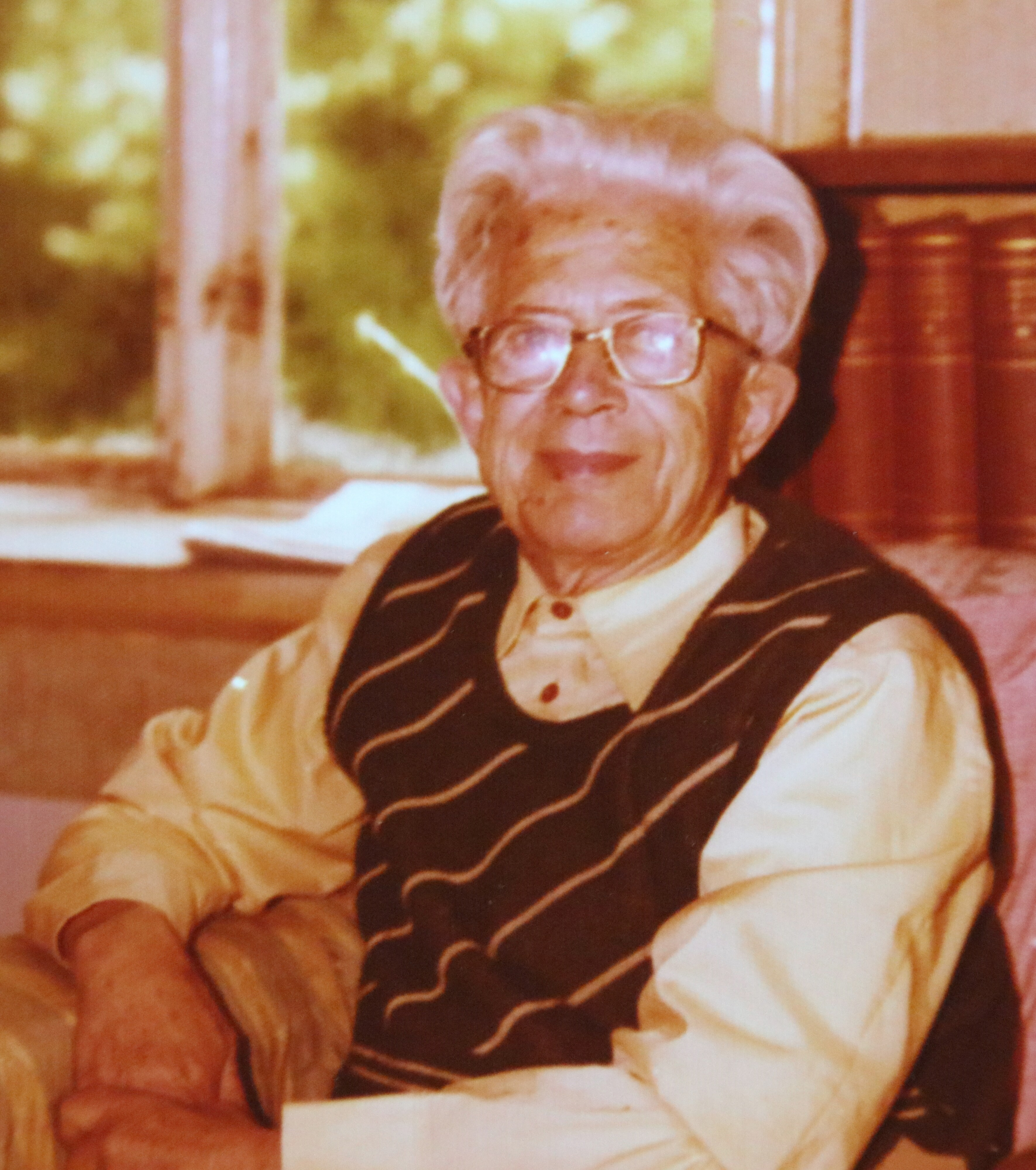
Eric Johansson

Eric Johansson (* 29. April 1896 in Dresden; † 4. Juni 1979 in Täby bei Stockholm) war ein von den deutschen Nationalsozialisten verfolgter deutsch-schwedischer Maler und Grafiker.

## Leben und Werk
Eric Johansson hatte die schwedische Staatsbürgerschaft, wuchs aber bei Pflegeeltern in Dresden auf. Von 1912 bis 1919 studierte er an der Dresdener Kunstakademie bei Otto Gussmann, Robert Sterl, Oskar Zwintscher, Carl Bantzer und Ludwig von Hofmann. Dort gehörte er u. a. mit Edmund Kesting zum Revolutionären Studentenrat. Nach dem Studium arbeitete er in Dresden als freischaffender Künstler. Johansson war u. a. mit Otto Griebel und Hans und Lea Grundig befreundet. Er wurde Mitglied der Kommunistischen Partei Deutschlands, gehörte ab 1924 dem kommunistischen Künstlerbund Rote Gruppe an, war Mitglied des Zentralkomitees der kommunistischen Künstlerhilfe und der Gesellschaft der Freunde des neuen Russlands. 1924 stellte er wie Otto Dix, George Grosz, Käthe Kollwitz, Otto Nagel, Karl Völker und Heinrich Zille für die Internationale Arbeiterhilfe (AIH) eine Original-Lithografie zur Mappe Hunger bereit.
Für die AIH begleitete Johansson gemeinsam mit Nagel 1924/1925 die Erste Allgemeine Deutsche Kunstausstellung in der Sowjetunion, die in Moskau, Leningrad und Saratow gezeigt wurde. In Moskau traf Johansson auch Hồ Chí Minh, den er dort porträtierte. 1925 trat Johansson aus der KPD aus. In der Zeit der Weltwirtschaftskrise musste er seine künstlerische Tätigkeit reduzieren, und er arbeitete in der Tiefbaufirma seines Pflegevaters.
Nach der Machtergreifung geriet Johansson durch seine Ehe mit einer Jüdin und seine politische Vergangenheit ins Visier des Nazi-Staats. 1937 wurden in der Aktion „Entartete Kunst“ aus dem Stadtmuseum Dresden zwei seiner Ölgemälde mit dem Titel Fabrik beschlagnahmt. Davon wurde eines vernichtet. Das zweite wurde auf der Wanderausstellung Entartete Kunst vorgeführt. Sein Verbleib ist ungeklärt.
Die schwedische Staatsbürgerschaft gab Johansson zwar einen gewissen Schutz, aber eine despektierliche Bemerkung über Hermann Göring während eines Restaurantbesuchs führte dazu, dass er für vier Monate inhaftiert wurde. Nach der Entlassung gelang es ihm 1938, über die Tschechoslowakei und Polen nach Schweden zu fliehen. Nach 1945 arbeitete er als Künstler freischaffend und betrieb ein chemisches Laboratorium in Täby-Lövbrunna.
In der Sowjetischen Besatzungszone bzw. der DDR wurden Arbeiten Johanssons auf mindestens fünfzehn Ausstellungen gezeigt, vor allem solchen, mit denen antifaschistische und sozial engagierte Künstler geehrt wurden.

## Darstellung Johanssons in der bildenden Kunst
- Konrad Homberg: Der Maler Eric Johansson (1964, Öl)[5]

## Werke (Auswahl)

### Malerei und Zeichenkunst
- Bildnis Wilhelm Rudolph (1922, Öl auf Leinwand, 53,5 × 43,5 cm; Galerie Neue Meister Dresden)[6]
- Selbstmörderin (1922, Öl auf Leinwand, 80 × 60 cm)[7]
- Mädchenakt (1929, Zeichnung)[8]

### Publizierte Essays Johanssons
- Deutsche Künstler und die Krise des Kapitalismus. In: Katalog der Ersten Allgemeinen Deutschen Kunstausstellung

- Die Erste Allgemeine Deutsche Kunstausstellung in Moskau 1924. In: Bildende Kunst, Berlin, 1965, S. 660–661

## Einzelausstellungen (unvollständig)
- 1966: Greifswald, Stadtmuseum
- 2015: Eksjö: Eksjö Museum („Der entartete Schwede“, Eric Johansson)